# Bescanvi iònic

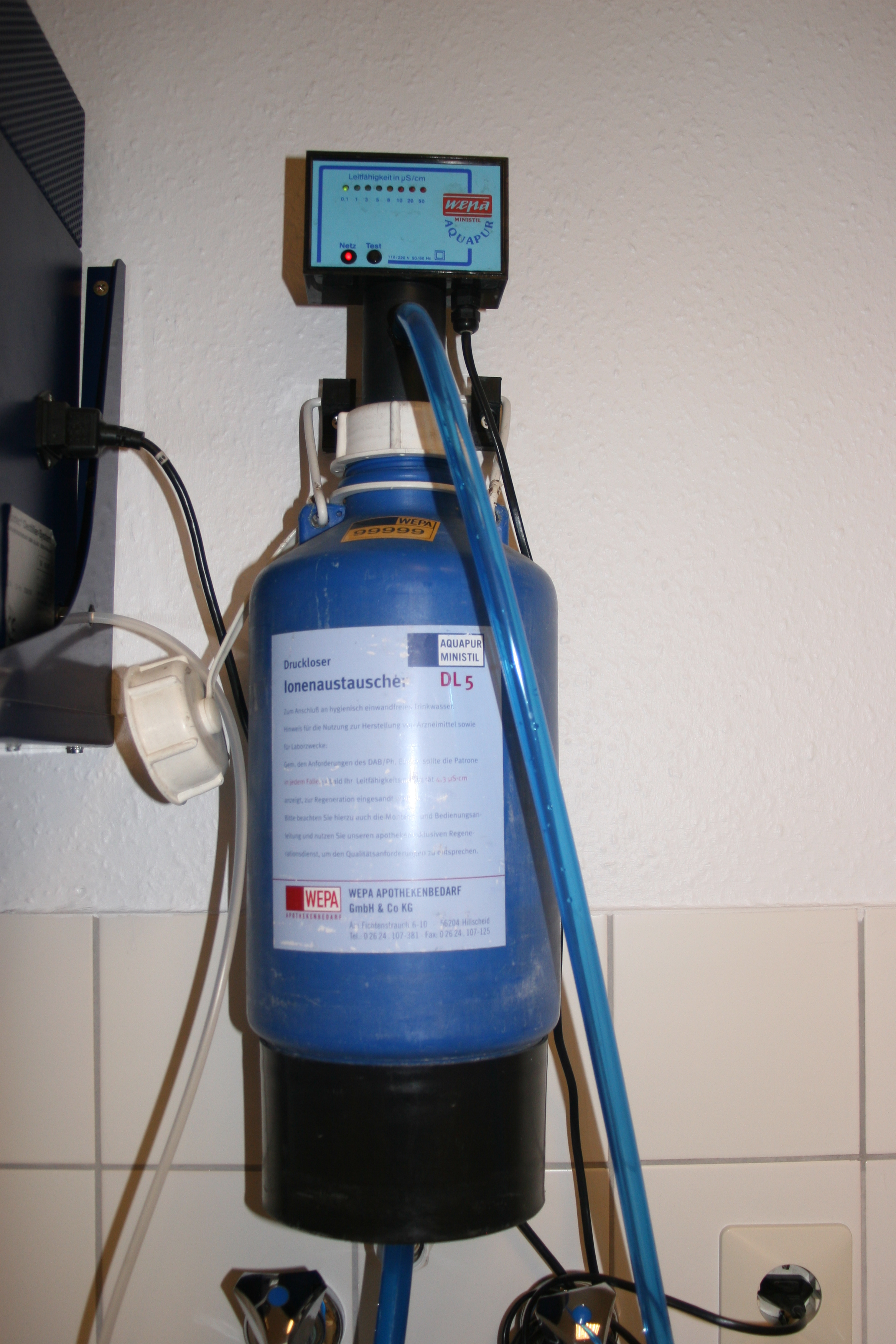
Intercanviador d'ions

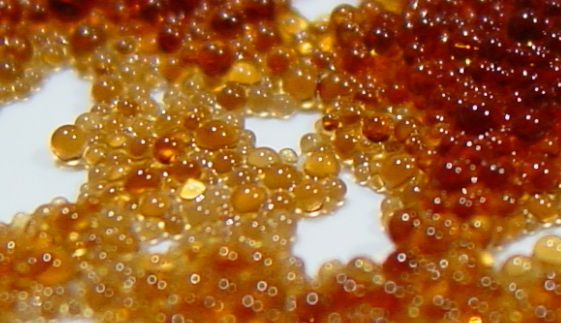
Trossets de resina bescanviadora d'ions

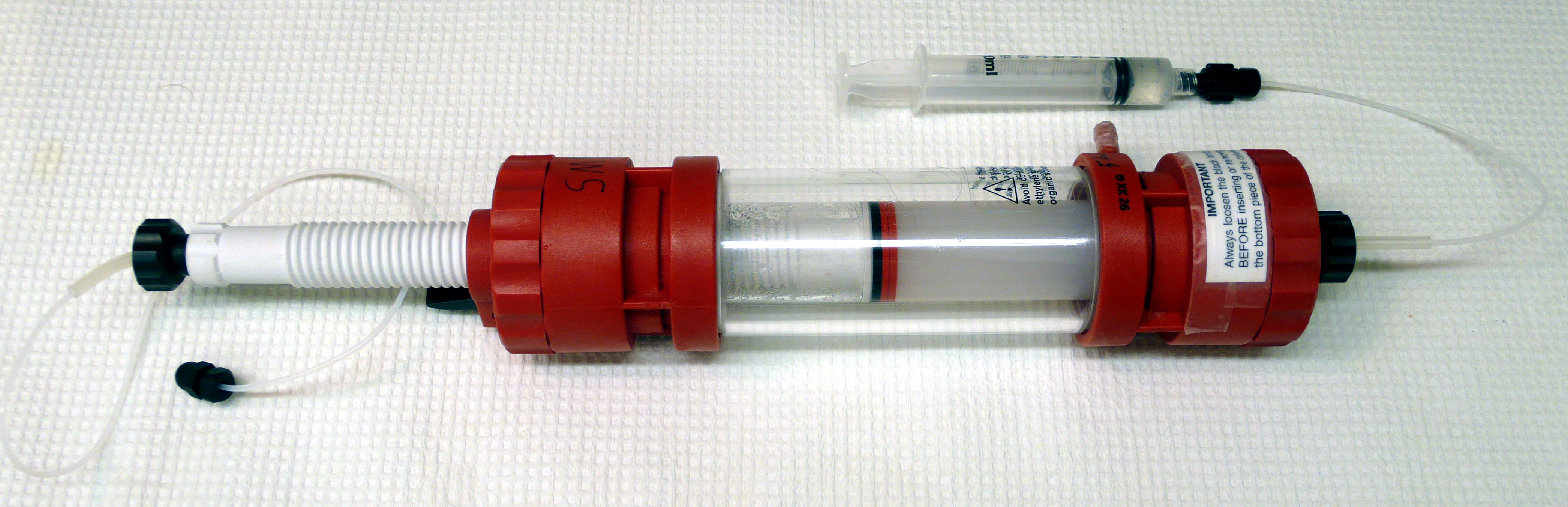
Columna d'intercanvi d'ions usada per purificar proteïnes

El bescanvi iònic o intercanvi iònic és un intercanvi d'ions entre dos electròlits o entre una solució d'electròlits i un complex. En la majoria dels casos el terme s'utilitza per referir-se als processos de purificació, separació i descontaminació de l'humor aquós i altres ions que contenen solucions sòlides intercanviadores d'ions polimèrics o minerals.
Els intercanviadors d'ions típics són resines d'intercanvi iònic (funcionalitzades poroses o gel polímer), zeolites, montmorillonita, argila i humus del sòl. Els intercanviadors d'ions són els intercanviadors de cations que intercanvien ions amb càrrega elèctrica positiva (cations) o intercanviadors d'anions que intercanvien ions amb càrrega negativa (anions). També hi ha intercanviadors amfòters que són capaços d'intercanviar els cations i anions de forma simultània. No obstant això, l'intercanvi simultani de cations i anions pot ser més eficient si es realitza en llits mixtes que contenen una barreja d'anions i resines d'intercanvi catiònic, o passar la solució de tractament a través de diferents materials d'intercanvi iònic.
Els intercanviadors d'ions poden ser selectius o tenir preferències obligatòries per a certs ions o classes d'ions, en funció de la seva estructura química. Això pot ser en funció de la grandària dels ions, la seva càrrega o la seva estructura. Exemples típics d'ions que poden unir-se als intercanviadors d'ions són els següents:
- H+ (protó) i OH- (hidròxid)
- Una sola càrrega en ions monoatòmics com Na+, K+ i Cl-
- Doble càrrega en ions monoatòmics com Ca2+ i Mg2+
- Ions inorgànics poliatòmics com SO₄2- i PO₄3-
- Bases orgàniques, en general les molècules que contenen els aminoàcids de grups funcionals -NR₂H+
- Àcids orgànics, sovint les molècules que contenen -COO- (àcid carboxílic), grups funcionals
- Biomolècules que poden ser ionitzats: aminoàcids, pèptids, proteïnes, etc

L'intercanvi iònic és un procés reversible i l'intercanviador d'ions es pot regenerar o carregar d'ions desitjables mitjançant el rentat amb un excés d'aquests ions.

## Aplicacions
L'intercanvi d'ions es fa servir molt en les indústries alimentàries, hidrometal·lúrgia, acabat dels metalls, químiques, petroquímiques, farmacèutiques, del sucre i edulcorants, tractament d'aigües, nuclears, energia i altres.
En les llars es fa servir en detergents i per treure duresa de l'aigua, això es fa bescanviant els ions calci Ca2+ i magnesi Cations de Mg2+ contra els cations de Na+ o de H+.
Es fa servir en la cromatografia de bescanvi iònic
Per separar i purificar metalls incloent el de separar urani del plutoni i altres actínids d'entre ells i d'altres lantànids.
Els intercanviadors d'ions es fan servir en el reprocessament nuclear i el tractament de residus radioactius.
Les resines d'intercanvi iònic en forma de membranes es fan servir en bateries.
- En edafologia, la capacitat de bescanvi catiònic és una mesura de la fertilitat del sòl.

## Nota
1. ↑  
bescanvi iònic a Optimot